# TVBS
TVBS è una rete televisiva taiwanese fondata nel 1993.

## Canali di TVBS
- TVBS
- TVBS Entertainment Channel
- TVBS-NEWS
- TVBS-Asia